# جاده ای۱۸۶ (انگلستان)
جاده ای۱۸۶ (انگلیسی: A186 road) یکی از جاده‌های کشور انگلستان است.
این جاده از شهر نیوکاسل آپون تاین شروع و در روستا ایرسدون به پایان می‌رسد، طول این جاده ۲۲.۵ کیلومتر است.